# Fiumi del Belgio

La rete fluviale belga

Elenco dei principali fiumi del Belgio, che hanno un regime regolare, una portata costante e sono in gran parte navigabili. I principali sono il Lys, la Schelda e la Mosa.

## In ordine alfabetico
Aisne (31), Amblève (93), Bocq (45), Chiers (140), Démer (85), Dendre (69), Dommel (140), Ginsrè (54), Haine (72), Hoëgne (30), Lomme (46), Lesse (89), Lys (202), Mandel (40), Mehaigne (59), Mosa (950), Nèthe (76), Oise (330), Our (78), Ourthe (165), Roer (170), Pony marcito (34), Sambre (190), Schelda (430), Semois (210), Senne (103), Sennette (47), Sûre (206), Vesdre (71), Voer (12), Warche (41), Yser (78).

## In ordine di lunghezza totale
| Nome     | Sfocia in:    | Lunghezza (in km) | Di cui in Belgio |
| -------- | ------------- | ----------------- | ---------------- |
| Mosa     | Mare del Nord | 950               | 192              |
| Schelda  | Mare del Nord | 350               | 200              |
| Oise     | Senna         | 330               | 10               |
| Semois   | Mosa          | 210               | 200              |
| Sûre     | Mosella       | 206               | ?                |
| Lys      | Schelda       | 202               | 109              |
| Roer     | Mosa          | 170               | 15               |
| Sambre   | Mosa          | 190               | 102              |
| Ourthe   | Mosa          | 165               | idem             |
| Chiers   | Mosa          | 140               | 13               |
| Dommel   | Dieze         | 140               | 20               |
| Senne    | Dyle          | 103               | idem             |
| Amblève  | Ourthe        | 93                | idem             |
| Lesse    | Mosa          | 89                | idem             |
| Dyle     | Rupel         | 86                | idem             |
| Démer    | Dyle          | 85                | idem             |
| Yser     | Mare del Nord | 78                | 46               |
| Our      | Sûre          | 78                | ?                |
| Nèthe    | Rupel         | 76                | idem             |
| Haine    | Schelda       | 72                | ?                |
| Vesdre   | Ourthe        | 71                | ?                |
| Dendre   | Schelda       | 69                | idem             |
| Mehaigne | Mosa          | 59                | idem             |
| Geer     | Mosa          | 54                | 50               |
| Sennette | Senne         | 47                | idem             |
| Lomme    | Lesse         | 46                | idem             |
| Bocq     | Mosa          | 45                | idem             |
| Warche   | Amblève       | 41                | idem             |
| Mandel   | Lys           | 40                | idem             |
| Salm     | Amblève       | 34                | idem             |
| Aisne    | Ourthe        | 31                | idem             |
| Hoëgne   | Vesdre        | 30                | idem             |
| Voer     | Mosa          | 12                | ?                |